# Louis Rollet
Louis Félix Rollet, né le 28 septembre 1915 à Corveissiat et mort le 14 mai 2001 à Boulogne-Billancourt, est un administrateur colonial français qui fut gouverneur du Niger.

## Biographie
Louis Rollet est diplômé de l'École coloniale de Paris  et licencié en droit. Il entame sa carrière à l'administration coloniale et est nommé en 1941 au Niger qui fait partie de l'Afrique occidentale française. Opposé au régime de Vichy, il se rend à Londres et s'engage jusqu'en 1945 dans la Royal Air Force pour combattre le Troisième Reich.
Ensuite Rollet retourne en Afrique occidentale française où il travaille de nombreuses années dans la capitale, Dakar. Le 25 janvier 1958, il remplace Paul Bordier en tant que gouverneur du Niger. Il doit préparer le référendum du 18 septembre 1958 qui doit déterminer si le Niger demeure ou non dans l'Union française. Cependant, n'ayant pas agi de manière décisive contre Djibo Bakary, partisan de l'indépendance, il est remplacé le 25 août 1958 par le gouverneur Don Jean Colombani.

## Distinction
- Commandeur de la Légion d'honneur